# Liga de Honra de 1992–93
A edição de 1992-1993 da Liga de Honra foi a terceira edição deste escalão do futebol português.
Tal como na edição anterior, foi disputada por 18 clubes: 3 despromovidos da Primeira Liga, 3 promovidos da II Divisão, e os restantes que tinham permanecido.
O vencedor foi o Estrela da Amadora. Acompanharam na subida à Primeira Divisão o CF União e o Vitória de Setúbal, que ficaram em segundo e terceiro lugares respectivamente.
Feirense, Amora e Sport Benfica e Castelo Branco foram despromovidos para a II Divisão.

## Equipas
Equipas a disputar a edição em relação à edição anterior:
| Despromovidas da Primeira Liga - CF União - Penafiel - Torrense | Mantidos - Académica de Coimbra - Benfica C.B. - Estrela da Amadora - Feirense - Leixões - Louletano - Ovarense - Rio Ave - Vitória de Setúbal - União de Leiria | Promovidos à 2ª Divisão de Honra - Amora - Campomaiorense - Felgueiras |

## Tabela classificativa
|     | Equipa               | Pts | J  | V  | E  | D  | GM | GS | +/- | Comments                      |
| --- | -------------------- | --- | -- | -- | -- | -- | -- | -- | --- | ----------------------------- |
| 1.  | Estrela da Amadora   | 48  | 34 | 17 | 14 | 3  | 59 | 28 | +31 | Promovidos à Primeira Divisão |
| 2.  | CF União             | 47  | 34 | 18 | 11 | 5  | 60 | 34 | +34 | Promovidos à Primeira Divisão |
| 3.  | Vitória de Setúbal   | 47  | 34 | 17 | 13 | 4  | 69 | 30 | +39 | Promovidos à Primeira Divisão |
| 4.  | Académica de Coimbra | 45  | 34 | 19 | 7  | 8  | 56 | 39 | +17 |                               |
| 5.  | Rio Ave              | 38  | 34 | 14 | 10 | 10 | 39 | 36 | +3  |                               |
| 6.  | Ovarense             | 36  | 34 | 11 | 14 | 9  | 42 | 37 | +5  |                               |
| 7.  | Torreense            | 35  | 34 | 14 | 7  | 13 | 53 | 44 | +9  |                               |
| 8.  | União de Leiria      | 34  | 34 | 13 | 8  | 13 | 36 | 37 | -1  |                               |
| 9.  | Desportivo das Aves  | 33  | 34 | 10 | 13 | 11 | 43 | 44 | -1  |                               |
| 10. | Felgueiras           | 32  | 34 | 10 | 12 | 12 | 30 | 35 | -5  |                               |
| 11. | Louletano            | 31  | 34 | 11 | 9  | 14 | 32 | 45 | -13 |                               |
| 12. | Leixões              | 31  | 34 | 11 | 9  | 14 | 34 | 39 | -5  |                               |
| 13. | Nacional da Madeira  | 30  | 34 | 10 | 10 | 14 | 32 | 42 | -10 |                               |
| 14. | Penafiel             | 30  | 34 | 12 | 6  | 16 | 35 | 48 | -13 |                               |
| 15. | Campomaiorense       | 25  | 34 | 10 | 5  | 19 | 40 | 53 | -13 |                               |
| 16. | Feirense             | 25  | 34 | 7  | 11 | 16 | 32 | 44 | -12 | Despromoção para a II Divisão |
| 17. | Amora                | 24  | 34 | 7  | 10 | 17 | 27 | 53 | -26 | Despromoção para a II Divisão |
| 18. | Benfica C.B.         | 21  | 34 | 7  | 7  | 20 | 27 | 58 | -31 | Despromoção para a II Divisão |

Nota: cada vitória valia 2 pontos

## Melhor marcador
Rashidi Yekini, futebolista nigeriano, foi o melhor marcador, tendo marcado 34 golos nos 26 jogos em que jogou pelo Vitória de Setúbal.

## Treinadores
Alguns dos treinadores das equipas no decorrer da época:
| Equipa             | Treinador          |
| ------------------ | ------------------ |
| Amora              | Jorge Jesus        |
| Estrela da Amadora | João Alves         |
| Felgueiras         | Mário Reis         |
| Louletano          | Ricardo Formosinho |
| Ovarense           | Eduardo Luís       |
| Vitória de Setúbal | Raul Águas         |
| União de Leiria    | Luis Campos        |
| Torreense          | Manuel Cajuda      |